# Generazione silenziosa

Le etichette usate in sociologia per indicare le diverse generazioni

Nella cultura anglosassone, la Generazione silenziosa (Silent Generation) è la coorte demografica che segue la Greatest Generation e precede i baby boomer. Comprende gli individui nati tra il 1928 e il 1945.

## Demografia
La coorte "silenziosa" corrisponde a un decremento demografico importante in Italia, in parallelo alla seconda guerra mondiale. Anche negli Stati Uniti d'America la generazione era relativamente esigua, perché l'insicurezza finanziaria degli anni '30 e la guerra all'inizio degli anni '40 causarono un minor numero di nascite.

Nascite e morti in Italia dal 1862. Si vedono i due picchi negativi della prima e seconda guerra mondiale

## Terminologia
Non è chiaro da dove provenga il termine, anche se esso ha probabilmente un'origine nordamericana. Come giovani adulti durante il maccartismo, molti membri della Silent Generation sentivano probabilmente che era pericoloso parlare in pubblico. La rivista Time ha usato per la prima volta il termine "Silent Generation" in un articolo del 5 novembre 1951 intitolato "The Younger Generation", anche se il termine sembra precedere la pubblicazione. Il nome è stato originariamente applicato negli Stati Uniti d'America e in Canada, ma è stato poi riferito anche agli individui nati in Europa occidentale, Australia, Nuova Zelanda e Sud America. Il termine include anche la maggior parte di coloro che hanno combattuto durante la guerra di Corea.

## Ideologia dominante
Gli appartenenti alla generazione silenziosa sono noti per aver formato la guida del movimento per i diritti civili e per aver fatto parte, durante la contestazione giovanile degli anni Sessanta, della "maggioranza silenziosa".
(Luciano De Crescenzo, Storia della filosofia greca, 1988, § Anassimandro, p. 17)